# Twents
Twents (ISO 639-3: twd; twente), germanski jezik iz podskupine donjosaskih jezika, šire donjonjemačke skupine koji se govori u regiji Twente (možda po plemenu Tuihanti) u nizozemskoj provinciji Overijssel. Jedan je od službenih jezika u Nizozemskoj. Broj govornika je nepoznat, a dvojezični su u nizozemskom. 

## Vanjske poveznice
- Ethnologue (14th)
- Ethnologue (15th)